# 펍메드
펍메드(영어: PubMed)는 생명과학 및 생물의학 그리고 건강심리학등 보건 및 복지에 관한 폭넓은 주제에 대한 참조 및 요약을 담고 있는 MEDLINE 데이터베이스를 주로 접근할 수 있게 해 주는 자유 검색 엔진이다. 미국 국립 보건원의 미국 국립 의학 도서관(NLM)이 정보 검색의 엔트레즈(Entrez) 시스템의 일부로서 데이터베이스를 유지·관리한다.
1971년부터 1997년에 이르기까지 MEDLINE 전산 데이터베이스로의 온라인 접속은 주로 의학 도서관과 같은 시설을 통해서 이루어졌다. 1996년 1월 처음 공개된 펍메드는 개인화되고 무료이면서 가정용으로 전산화된 MEDLINE 검색 시대를 예고했다. 펍메드 시스템은 1997년 6월 대중에게 무료로 공개되었는데, 이 시기에 당시 부통령이었던 앨 고어에 의해 웹을 통한 MEDLINE 검색이 시연되었다.

## PMID
자체적인 고유식별번호로 PMID를 사용한다.

## 같이 보기
- 펍메드 센트럴